# Alena Santarová
Alena Santarová, rozená Vančurová (4. srpna 1923 Praha – 15. května 1967 Praha), byla česká spisovatelka literatury pro děti a mládež.

## Život a dílo
Byla dcerou českého spisovatele Vladislava Vančury a jeho ženy, spisovatelky a lékařky Ludmily Vančurové (roz. Tuhé). Jejím prvním manželem byl československý scenárista a režisér Bořivoj Zeman.
Mezi její prozaická díla dle Národní knihovny ČR kupříkladu náleží Deset z první řady (1951, 87 S.), Znamá neznámá (1960, 109 S.), Třiatřicet splněných přání (1962, 320 S.), Slon v domácnosti (1965, 69 S.), Program na neděli (1966, 140 S.), Káťa, Katrin, Katynka (1966, 197 S.), či Od úterka do soboty (1968, 188 S.).